# たのしメール
たのしメールとは、かつてDDI-セルラーグループ（現在のau)が提供していた携帯電話におけるショートメッセージサービス(SMS)である。

## 概要
1999年1月頃、当時のDDI-セルラーグループにより、PDC方式のデジタル携帯電話サービスにおいて提供された。

当時のDDI(現在のKDDI)のPHS事業を展開する子会社（DDIポケット）のサービスであるPメールと互換性を持たせた事が大きな特徴。

初の対応端末はD201K(京セラ製)。
以後発売される全てのPDC端末に対応させていたが、2003年3月31日のPDC方式の携帯電話サービス終了と同時に本サービスも停止された。

## 料金・サービス・その他
- 半角カナ・英数字20文字の送受信が可能。
- 以下の端末との送受信が可能だった。
  - たのしメール対応 デジタルセルラーホン(PDC方式)
  - Pメール(DDIポケット)
  - きゃらトーク(NTTパーソナル)
  - Aメールプラス(アステル)
- サービス開始当初はプランに関係無く1通10円であったが、後に1通3円に値下げされた。[2]
- 本機能を使用するには「セルラーメッセージサービス」の加入が必要であった。(月額有料オプション)
- 当時業務提携先であったIDOのプチメール、後にCdmaOneで展開されるCメールとの送受信に対応しなかった。
- 2000年4月1日からは、これまでのセルラーサービスエリア(関東・東海地区以外)の他、IDOサービスエリア(関東・東海地区)からも利用可能となっていた。